# Conspectus Florae Graecae
Conspectus Florae Graecae (abreviado Consp. Fl. Graec.) es un libro con ilustraciones y descripciones botánicas que fue escrito por el botánico y médico austriaco de ascendencia húngara Eugen von Halácsy y publicado en Leipzig en 3 volúmenes y 2 suplementos en los años  1900–1912.

## Publicación
- Volumen nº 1(1): [1*], 1-224. Feb 1900; 1(2): 225-576. Oct 1900; 1(3): [i, iii], 577-825. Oct 1901;
- Volumen nº 2(1): [i], 1-256. Apr 1902; 2(2): 257-612. Oct 1902;
- Volumen nº 3(1): 1-320. Mar 1904; 3(2): [i*], i-xxv, 321-519 [520, err.]. Oct 1904; suppl. 1: [i-iv], 1-132. Jun 1908; suppl. 2: 1-105. Oct 1912.